# Эванс, Морис
Мо́рис Ге́рберт Э́ванс (англ. Maurice Herbert Evans, 3 июня 1901 — 12 марта 1989) — английский актёр театра, кино и телевидения, известный своими интерпретациями шекспировских персонажей. В общей сложности Эванс сыграл в 1875 спектаклях, поставленных по Шекспиру. Его самыми известными ролями на экране стали: Доктор Зайус в фильме «Планета обезьян» 1968 года, Хатч в «Ребёнке Розмари» и Морис, отец Саманты Стивенс, в сериале «Моя жена меня приворожила».
Морис Эванс получил почётную степень доктора наук Гавайского университета и степень доктора наук университета Брандейс. В 1950 году Эванс получил специальную премию «Тони» за руководство театральной труппой. В 1953 году ему была присуждена премия Святого Христофора за главную роль в телевизионном фильме «Гамлет». В 1961 году получил премию «Эмми» за постановку «Макбет» на телевидении. Также трёхлетний срок службы в армии США принёс Эвансу орден «Легион почёта».
В 1987 году была опубликована автобиографическая книга Мориса Эванса «All This… and Evans Too!: A Memoir». Эванс вернулся в Англию в конце 1960-х годов, где и умер 12 марта 1989 года.

## Ранние годы
Эванс родился 3 июня 1901 года в Дорчестере, штат Дорсет. Он был одним из пяти детей Лоры и Альфреда Герберта Эванса, валлийского аналитического химика. Его мать была актрисой и певицей, а отец увлекался постановкой адаптаций романов Томаса Харди для местной любительской труппы. Харди жил в Дорчестере и высоко ценил адаптации и постановки Эванса. Молодой Морис Эванс впервые сыграл на сцене в постановке пьесы Томаса Харди «Под деревом зелёным», которую поставил его отец. Когда Эвансу исполнилось восемь лет его семья переехала в Сток Ньюингтон, где Эванс, вместе со своим братом Хью, пел в церковном хоре Святого Андрея. Там же он поступил в среднюю школу Хакни Даунс и стал солистом школьного хора, и пел до тех пор, пока голос Эванса «не сломался».
В 1917 году во время Первой мировой войны семья Эвансов переехала в Суррей. После переезда семья находилась в сложном финансовом положении и не могла оплачивать учёбу Эванса, потому он был вынужден устроиться на работу. Первым местом работы Эванса стало музыкальное издательство «Chappell&Co», где он провёл восемь лет своей жизни в качестве офисного работника.

## Карьера

### Театр
В 1926 году Эванс присоединился к театральной труппе Сент-Панкраса, тем самым начав карьеру актёра, которая расцветала с необычайной быстротой. Сыграв роль Франциска Ассизского в пьесах Лоуренса Хаусмана, Эванс был приглашён в театральную труппу Теренса Грея. В 1926 году он сыграл роль Ореста в спектакле «Орестея» Эсхила. Премьера состоялась в Кембриджском фестивальном театре. 1 декабря 1926 года лондонские критики написали: «Мистер Морис Эванс сыграл Ореста. Однажды мы узнаем, что мистер Эванс прилетел из Кембриджа. Позаботьтесь о том, чтобы увидеть его до того, как он станет знаменитым». Затем последовала роль лорда Бельвуара в «Человеке, который съел попомак» Уолтера Тёрнера и роль Святого Антония в пьесе «Чудо святого Антония» Мориса Метерлинка.
В 1927 году Эванс сыграл поэта в «Саду удовольствий» Беатриса Майора, молодого человека в пьесе «На берегу Бэйли» Уильяма Йейтса, Мидира в пьесе «Бессмертный час» Фионы Маклауд, Алджернона Муди в пьесе К. К. Манро «Слух», Марка Ингестре в «Суини Тодд» Джорджа Дибдина Питта, поэта в «Потерянной шёлковой шляпе» Лорда Дансени, капитана в пьесе «Андрокл и лев» Джорджа Бернарда Шоу, в «Счётной машине» Райса Элмера, Дон Жуана в одноимённой пьесе Джеймса Элроя Флеккера, две роли в пьесе Теренса Грея «Красные ночи чека», инженера в пьесе братьев Чапеков Йозефа и Карела «Из жизни насекомых», и, наконец, в июне 1927 года Дона Пелегари в драме Луиджи Пиранделло «Каждый по-своему».
В 1927 году Эванс был одним из группы неработающих актёров, где также находился, его друг и напарник по будущему спектаклю, Лоренс Оливье. В октябре 1928 года Эванс появился в пьесе Джона Ван Друтена «Диверсия», показ которой прошёл в Маленьком театре в Адельфи. Критики единогласно были довольны игрой Эванса, в образе злополучного любовника: «Мистер Морис Эванс превратил агонию неудовлетворённой страсти в плоскость трагедии. Способность этого молодого человека к эмоциональной игре весьма примечательна. Это артист, за которым стоит наблюдать».
К концу 1928 года Эванса пригласили для участия в пробной постановке спектакля «Конец пути» по пьесе Р. С. Шерриффа, режиссёром которой стал Джеймс Уэйл. Спектакль был поставлен в театре Аполлон в Лондоне, а затем в 1929 году, в театре Савой, арендованном чикагским театральным менеджером Морисом Брауном. Это был огромный успех, который принёс популярность Эвансу Морису. Он сыграл молодого офицера Рэли, который умирает в конце пьесы. В 1929 году Эванс дебютировал в кино, сыграв роль наивного юноши Лэнгфорда, в фильме «Белый груз». Изначально планировалось, что фильм будет немым, но после известия о том, что Альфред Хичкок добавил звук в свой фильм «Шантаж» (1929), было принято решение также сделать фильм звуковым.
В начале 1930-х годов Эванс играл в небольших театрах, но никаких крупных работ у него не было. Чтобы иметь хоть какие-то деньги Эванс открыл свою химчистку в Блумсбери. В 1933 году Эванса пригласили поучаствовать в оперетте «Бал в Савойе». В Лондоне премьера состоялась 8 сентября 1933 года в Королевском театре Друри-Лейн.

#### Олд Вик
В 1934 году Эванс присоединился к театральной труппе Олд Вик. Одной из первых работ Эванса в Олд Вик стала игра в пьесе «Наследство Войси» Харли Гренвилла-Баркера. После последовала роль Цезаря в пьесе Уильяма Шекспира «Антоний и Клеопатра», которая принесла Эвансу «уверенность смотреть в будущее». Роль Клеопатры исполнила Мэри Ньюкомб, а Антония сыграл Уилфрид Лоусон. Когда Эванс занял место ведущего актёра, ему предложили роль Ричарда II, в одноимённой пьесе Шекспира. Поначалу эта роль отпугнула Эванса и он хотел от неё отказаться, но однажды встретив Джона Гилгуда, тот сказал ему: «Не говори глупостей! Это самая замечательная роль во всём Шекспире для молодого человека». «Вот ещё один пример руки помощи, и в данном случае тот, который оказал самое глубокое влияние на мою карьеру» — вспоминал Эванс.
Имея за плечами две драматические роли, Эванс сыграл молодого знатного падуанца в комедии Шекспира «Много шума из ничего». В 1935 году он исполнил главную роль в постановке Джорджа Бернарда Шоу «Святая Иоанна», а также роль Петруччо в «Укрощение строптивой», вместе с Кэтлин Несбитт. Прежде чем, Эванс был приглашён в Соединённые Штаты, ему выпала возможность исполнить ещё одну шекспировскую роль — Гамлета.

#### Бродвейские постановки
Его первым появлением на Бродвее стала роль Ромео в пьесе «Ромео и Джульетта» вместе с Кэтрин Корнелл. Премьера состоялась 23 декабря 1935 года в театре Аль Хиршфельда. Позже Эванс повторил роль Дофина в постановке «Святая Иоанна» в 1936 году. Осенью 1936 года в Лицейском театре Эванс сыграл Наполеона в постановке «Святой Елены», режиссёром которой стал Макс Гордон. Критик Брукс Аткинсон в своей рецензии написал: «Третье появление мистера Эванса на Нью-йоркской сцене подтверждает первое впечатление, что это актёр с душой художника. Он обладает силой, когда это нужно; он может реветь со страстью, достаточной для того, чтобы напугать целую армию; но он также является актёром чувствительным, который знает, что гордость ранит человека внутри, и чувствует её наиболее остро. Его достоинство — это не болезнь, а черта характера». Ещё один критик Ричард Уоттс из газеты New York Herald Tribune был несогласным в отношении пьесы, написав: «Если вы смогли досидеть до конца спектакля, призывающего вас сочувствовать человеку, который убил половину молодёжи Европы и стал образцом для таких диктаторов, как Гитлер и Муссолини, значит, у вас другое мировоззрение, не такое, как у меня», хотя к игре Эванса он претензий не имел и поздравил его с выступлением. Когда шла последняя неделя показа «Святой Елены», Эвансу пришла телеграмма от Джозефа Вернера Рида, одного из основателей Американского Шекспировского театра, в которой говорилось: «Ваше выступление в роли Наполеона необычайно трогательно. Бродвей нуждается в Вас, так что не уходите в Голливуд, как все остальные. Удачи». В своей автобиографической книге Эванс написал: «Именно благодаря этой временной репризе произошёл самый важный шаг в моей карьере». После первой встречи и знакомства с Ридом, Эванс обнаружил в своём номере отеля конверт с чеком на сумму 35000 долларов, для осуществления планов по постановке «Ричарда II», от самого Джозефа Рида. Премьера «Ричарда II» состоялась 5 февраля 1937 года в театре Сент Джеймс. Критики были единогласны в восторженных отзывах. Неожиданный успех, который стал сюрпризом театрального сезона 1937 года, позволил Эвансу сыграть Гамлета в 1938 году, Фальстафа в «Генрихе IV» в 1939 году, главную роль в пьесе «Макбет», и Мальволио в «Двенадцатой ночи» 1941 года.

### Вторая мировая война и армейская секция развлечений
21 августа 1941 года Эванс получил гражданство США, и принял присягу. В конце 1941 года, во время турне спектакля «Макбет», Эвансу пришла повестка о том, что он должен пройти медицинский осмотр. 15 августа 1942 года Эванс поступил на службу армии США в Армейский корпус специалистов, и был направлен в Форт-Леонард Вуд штата Миссури. Позже Эванса перевели на Гавайи в Центральное тихоокеанское командование, где он собрал и возглавил армейскую секцию развлечений. Одной из первых постановок, поставленных Эвансом в армии, стала пьеса «Макбет». Исполнить роль леди Макбет была приглашена Джудит Андерсон. Когда было открыто воздушное пространство между Калифорнией и островами, первой приглашённой звездой для участия в спектакле «Мышьяк и старые кружева» стал Борис Карлофф. Также в его постановках приезжали поучаствовать такие звёзды как: Боб Хоуп, Джек Бенни, Иегуди Менухин, Гертруда Лоуренс, Милдред Нэтвик и многие другие известные актёры и композиторы.
Примерно в это время мне представилась возможность полностью изменить направление своей карьеры, и я часто задаюсь вопросом, что бы со мной случилось, если бы я принял другое решение по этому поводу.Морис Эванс
Позже Эванс поставил свою знаменитую сокращённую версию «Гамлета». Эванс хотел подчеркнуть элементы, которые, по его мнению, могли бы поднять «боевой дух войск „путём“ косвенного подхода». Он хотел, чтобы пьеса казалась актуальной и непосредственной для аудитории солдат, многие из которых никогда не видели Шекспира. Эта интерпретация стала настолько популярной, что позже Эванс представил её на Бродвее в 1945 году. Однажды Эванс сказал: «любое театральное начинание, которое имеет цель, такую глупую ерунду, как „искусство ради искусства“, является предательством надлежащего функционирования театра. Если классическая драма не может быть осуществима в уверенности хорошего проката, а также хорошей эстетики, то она, чёрт возьми, вообще не может быть осуществима». Верный этой философии, Эванс приобрёл репутацию одного из самых выдающихся шекспировских актёров и продюсеров. Эванс закончил службу летом 1945 года, дослужившись до звания майора.

### Последние театральные работы и уход на телевидение
После войны Эванс переключил своё внимание на работы Шоу, в частности, как Джон Таннер в «Человеке и сверхчеловеке», и как король Магнус в «Тележке с яблоками». В начале 1950-х годов советом театра «Центр Нью-Йорка» Эванс был назначен почётным художественным руководителем нового драматического отделения, где он успешно продюсировал разнообразные постановки, в которых не всегда принимал участие сам как актёр. В 1951 году его пригласили сняться в фильме «Добрая леди» компании MGM вместе с Этель Берримор, Кинаном Уинном и Анджелой Лэнсбери. В это же время Эванс вступил в профсоюз «Актёрская ассоциация справедливости», позже став её вице-президентом. Также он стал членом «Всемирного движения федералистов», и был кооптирован советом управляющих в «Актёрский фонд Америки» для благотворительной деятельности. Когда Эванс ушёл из «Центра Нью-Йорка», компания RKO предложила ему сняться в фильме «Андрокл и Лев» в роли Цезаря. В конце 1952 года он сыграл в постановке в роли мужа-убийцы «В случае убийства набирайте „М“», а в 1953 году исполнил роль Артура Салливана в фильме «История Гилберта и Салливана». После этого он продюсировал «Чайный домик августовской луны», показ которого шёл на протяжении трёх лет и составил 1027 выступлений. Пьеса получила звание «лучшая пьеса сезона» Нью-Йоркского кружка драматических критиков, Пулитцеровскую премию, а также премию Тони по трём номинациям. В скором времени Эванс занял место в руководящем совете ассоциации менеджеров, известной как «Лига Нью-йоркских театров», организации которая ведёт переговоры о профсоюзных контрактах и стремится выработать общий кодекс поведения со стороны их продюсеров.
В 1953 году Альберт МакКлири поставил первую двухчасовую телевизионную постановку «Гамлета», когда-либо показанную на американском телевидении «Зала славы Hallmark», исполнить главную роль был приглашён Морис Эванс. «Тем не менее, несмотря на нашу неопытность в этом деле и несколько „промахов“, которые произошли, выступление в тот день в апреле 1953 года было весьма успешным и должно было ознаменовать поворотный момент в моей карьере» — вспоминал Эванс. Благодаря большому количеству просмотров «Гамлета» по телевизору «Зал славы Hallmark» заключили с Эвансом контракт на серию постановок на телевидении для канала NBC. Начиная с 1953 года, Эванс снялся в большем количестве американских телевизионных постановок Шекспира, чем любой другой актёр, в таких как: «Гамлет», «Макбет» (эта постановка на экране появлялась дважды в 1954 и 1960 годах. Оба раза вместе с Эвансом играла Джудит Андерсон в роли Леди Макбет, за которую она оба раза получила премию «Эмми». Эванс получил премию «Эмми» за постановку 1960 года), «Ричард II», «Двенадцатая ночь», «Укрощение строптивой» и «Буря».
20 октября 1955 года в театре «Нил Саймон» открылась расширенная версия пьесы Айры Левина «Нет времени для сержантов». Режиссёром пьесы был Мортон ДаКоста, а в роли продюсера выступал Морис Эванс. Художник-постановщик Питер Ларкин получил премию «Тони» в 1956 году, а Энди Гриффит был номинирован на премию «Тони» за лучшую мужскую роль. Было показано 796 спектаклей, закрытие состоялось 14 сентября 1957 года.
С октября 1955 года по март 1956 года Эванс был продюсером «Зала славы Hallmark» и спродюсировал «Алису в стране чудес», «Ученика дьявола», «Девушку мечты», «Кукуруза зелена» и «Колыбельную песню». Эванс твёрдо верил, что задача актёра состоит в том, чтобы «руководить общественным вкусом, а не подыгрывать тому, что считается общественным вкусом». В 1959 году Эванс продюсировал и сыграл капитана Шотовера в постановке пьесы «Дом, где разбиваются сердца», а также исполнил роль Просперо в телевизионной версии пьесы «Буря», в компании Ли Ремик в роли Миранды, Ричарда Бёртона в роли Калибана и Родди Макдауэлла в роли Ариэль. В 1960 принимал участие в мюзикле «Вырезка», где сыграл главную роль преподобного Брока. Последней работой Эванса на Бродвее стала постановка «Писем Асперна», новеллы Генри Джеймса, инсценированной Майклом Редгрейвом, с Уэнди Хиллер и Франсуазой Розе. В 1962 году Эванс вместе с Хелен Хейс отправился в тур по 69 городам, чтобы исполнить программу отрывков из произведений Шекспира. Постановка под названием «Возвращение Шекспира» пересекла всю страну и в конечном итоге покрыла 19 тысяч миль.
В шестьдесят два года я не понимал, что нахожусь на пороге
совершенно новой карьеры, которая будет продолжаться ещё двадцать лет.Морис Эванс

### Кинокарьера
В 1960-х годах Эванс сыграл роль Мориса, отца ведьмы по имени Саманта Стивенс, в популярном телесериале «Моя жена меня приворожила» вместе с Элизабет Монтгомери и Агнес Мурхед. Он также появился в четвёртом сезоне Даниэля Буна вместе с Фессом Паркером в роли французского импресарио Бомарше, сыграл в телесериале «Бэтмен» в декабре 1966 года и в третьем сезоне сериала «Я — шпион» в эпизоде «Эдип в Колоне». В 1968 году исполнил роль Хатча в фильме «Ребёнок Розмари» Романа Полански. Также большой успех Эвансу принесла роль доктора Зайуса в «Планете обезьян» (1968) и в сиквеле «Под планетой обезьян» (1970). Продолжая свои выступления на американском телевидении, он снялся в главной роли последнего сезона «Большой долины» в апреле 1969 года, в эпизоде «Дорога опасностей».

## Последние годы и смерть
Несмотря на то, что Эванс принял американское гражданство в 1941 году, он вернулся в Великобританию к концу 1960-х годов. Помимо нечастых поездок в США и случайных визитов к пенсионерам, нуждающимся в финансовых средствах (в качестве представителя Актёрского фонда, попечителем которого долгое время был Эванс), он спокойно жил недалеко от Брайтона, где занимался садоводством и любил готовить еду. В 1976 году Эвансу сделали эндопротезирование тазобедренного сустава и суставов на больших пальцах ног, благодаря чему он смог сняться ещё в нескольких фильмах. В 1987 году была опубликована книга Мориса Эванса «All This… and Evans Too!: A Memoir». Эванс умер 12 марта 1989 года в Брайтоне, в возрасте 87 лет от остановки сердца в результате бронхиальной инфекции. Ходили слухи, что Эванс Морис был гомосексуалом, а перед смертью его друг, бизнес-менеджер и бывший любовник Дэвид «Тэффи» Барлоу, нанимал мальчиков-подростков, чтобы они раздевались и лежали на кровати рядом с Эвансом, чтобы скрасить его последние дни. Эванс никогда не был женат и не имел детей. У него остался родной брат — Хью.

## Награды
В 1937 году Эванс впервые был награждён медалью драматической лиги за выдающееся исполнение в пьесе «Ричард II». 12 июня 1945 года Морис Эванс получил почётную степень доктора наук Гавайского университета. Кроме того, трёхлетний срок службы в армии США принёс Эвансу орден «Легион почёта». Также Эвансу была присвоена почётная степень доктора наук университета Брандейс. В 1950 году Эванс получил специальную премию «Тони» за руководство театральной труппой City Center в очень успешном сезоне. В 1953 году ему была присуждена премия Святого Христофора за главную роль в телевизионном фильме «Гамлет». В 1957 году Эванс был номинирован на премию «Тони» за лучшую мужскую роль в пьесе за образ короля Магнуса в «Тележке с яблоками». В 1961 году Эванс получил премию «Эмми» за постановку «Макбет» на телевидении.

## Оценка творчества
24 декабря 1935 года после дебюта Мориса Эванса на Бродвее в качестве Ромео критик газеты New York Post Джон Мейсон Браун написал: «Ромео мистера Эванса — действительно лучший, самый убедительный, самый симпатичный и самый понятный из всех, кого я, по крайней мере, когда-либо видел. Он динамичный экстраверт, поэт-экспромт, чьи реакции требуют мгновенного высказывания. Сохраняя непостоянство и жестокость своего Ромео, высасывая из каждого его момента эмоции, которые затем овладевают им, мистер Эванс придаёт постановке театра „Мартина Бека“ сюжетный интерес». Также Джон Браун отметил изменения Эванса в следующей постановке «Святая Иоанна»: «В эти вечера трудно поверить, что тот же самый актёр, который в настоящее время даёт такое богатое комическое представление в роли Дофина, совсем недавно был представлен на той же самой сцене в роли необычайно успешного Ромео. Всё, что было приторно-романтичным в его Ромео, в его Чарльзе превратилось в нечто суховато-комическое. Голос другой. Походка изменилась. Личность претерпела полный переворот. Актёр, играющий эти две роли, кажется, имеет так же мало общего, как гранат и кактус».
После премьеры «Ричарда II», которая состоялась 5 февраля 1937 года в театре «Сент Джеймс», восторг критиков был единогласным. Брукс Аткинсон из The New York Times писал: «Эванс Морис отпустил нас из театра с чувством сильного волнения и убеждения, что в мире нет ничего более выдающегося, чем драма и актёрское мастерство». Ричард Уоттс из New York Herald Tribune также хвалил Эванса: «Это захватывающее и запоминающееся представление, которое Морис Эванс вносит в главную роль Короля Ричарда II. Если он сейчас не лучший актёр, которого можно найти на англоязычной сцене, то ему придётся делать это до тех пор, пока один из них не появится». При выходе «Гамлета» в 1938 году, поставленной Морисом Эвансом, и сыгравшим там главную роль, было также много восторженных отзывов. Ежедневная газета The Times не присоединилась к общему энтузиазму и написала: «Мистер Эванс достиг своего нового триумфа в „Гамлете“, сыгранном целиком. Трагедия сыграна восхитительно, а также долго, и мистер Эванс в ночь премьеры был почти снесён со сцены „браво“. Рецензенты подхватили общий дух на следующий день, и превосходные характеристики не знали границ. В этом ликующем хоре не употреблять слово „великий“ стало скупостью. Наш корреспондент, однако, не может им воспользоваться, чувствуя, что игра актёра всегда очень тонкая и иногда электризующая, но в целом неровная — неровная, конечно, на необычайно высоком уровне».
Советский режиссёр Соломон Михоэлс, после посещения США в 1943 году, отмечал обстоятельный подход Эванса к ролям, отличный от прочих бродвейских актёров. Так, Михоэлса сильно впечатлила Вашингтонская шекспировская библиотека, но к его изумлению он узнал, что она практически не востребована у театральных исполнителей. На вопрос кто из них в ней бывает он услышал, что он оказался лишь вторым: «Первым был Морис Эванс, а второй — я». На программных афишах пьесы «Двенадцатая ночь» в газете National Theatre Эванс был представлен как: «Морис Эванс (Мальволио), сыграв в пьесах „Ричард II“, „Гамлет“ и „Генрих IV“ на Бродвее, в общей сложности более четырёхсот спектаклей всего за несколько сезонов, установил не только рекорд, но и прочно вошёл в круг уважения критиков и публики, как самый почитаемый актёр нашего времени».
В мае 2011 года на сайте Filmthreat в обзоре фильма «Буря», снятого для телевидения в 1960 году с Морисом Эвансом и Ричардом Бёртоном в главных ролях, написали: «на пике своей карьеры Эванс прославился как один из величайших шекспировских актёров мира. Театральное величие Эванса гарантировало аншлаги в театрах, а его универсальность позволила ему управлять спектром шекспировского канона от Гамлета до Фальстафа».

## Влияние
Имя Мориса Эванса появилось на обложках трёх книг, опубликованных в Нью-Йорке: «G. I. Production of Hamlets» (1947) издательства Doubleday, «„Человек и сверхчеловек“ с фотографиями из спектаклей Мориса Эванса» (1948) и «„Ученик дьявола“ с фотографиями постановки c мистером Эвансом» (1950), выпущенных компанией Dodd Mead. В 1955 году вышла запись «Отличные мгновения из зала славы Hallmark», выпущенная к 15-летию телешоу, где были представлены записи с участием Мориса Эванса в «Гамлете» и «Ричарде II». Компания Columbia Masterworks также выпустила фрагменты спектаклей «Гамлет» и «Ричард II» с Морисом Эвансом, а RCA Victor выпустила «Макбет» на пяти пластинках с Морисом Эвансом и Джудит Андерсон в главных ролях. Также выходила LP спектакля «Вырезка» 1960 года. В 1961 году Golden Record выпустила LP «Введение Мориса Эванса в Шекспира» с отрывками произведений Шекспира. В 1966 году Эванс записал пластинку с рассказами про Винни-Пуха и озвучивал «Как важно быть серьёзным» Оскара Уайльда.

## Фильмография
| Год       |     | Русское название                                      | Оригинальное название                  | Роль                                           |
| --------- | --- | ----------------------------------------------------- | -------------------------------------- | ---------------------------------------------- |
| 1929      | ф   | Белый груз                                            | White Cargo                            | Лэнгфорд                                       |
| 1930      | ф   | Поднимите крышу                                       | Raise the Roof                         | Родни Лэнгфорд                                 |
| 1930      | ф   | Должен ли доктор сказать?                             | Should a Doctor Tell?                  | Роджер Смит                                    |
| 1931      | кор | Корыстная любовь                                      | Cupboard Love                          | Дерек                                          |
| 1932      | ф   | Репетиция свадьбы                                     | Wedding Rehearsal                      | Тотлес                                         |
| 1932      | ф   | Выходи за меня                                        | Marry Me                               | Пол Харт                                       |
| 1933      | ф   | Единственная девушка                                  | The Only Girl                          | Дидье                                          |
| 1934      | ф   | Путь славы                                            | The Path of Glory                      | Антон Марони                                   |
| 1934      | ф   | Обход к счастью                                       | Bypass to Happiness                    | Робин                                          |
| 1935      | ф   | Шах и мат                                             | Checkmate                              | Филипп Аллен                                   |
| 1935      | ф   | Мистер Скрудж                                         | Scrooge                                | бедняк                                         |
| 1951      | ф   | Добрая леди                                           | Kind Lady                              | Генри Спрингер Элкотт                          |
| 1952      | ф   | Андрокл и лев                                         | Androcles and the Lion                 | Император                                      |
| 1953      | ф   | История Гилберта и Салливана                          | The Story of Gilbert and Sullivan      | Артур Салливан                                 |
| 1953      | тф  | Гамлет                                                | Hamlet                                 | Гамлет                                         |
| 1954      | тф  | Король Ричард II                                      | King Richard II                        | Ричард II                                      |
| 1954      | тф  | Макбет                                                | Macbeth                                | Макбет                                         |
| 1955      | тф  | Алиса в стране чудес                                  | Alice in Wonderland                    | рассказчик                                     |
| 1955      | тф  | Ученик дьявола                                        | The Devil's Disciple                   | Ричард Даджен                                  |
| 1956      | тф  | Добрая фея                                            | The Good Fairy                         | рассказчик                                     |
| 1956      | тф  | Укрощение строптивой                                  | The Taming of the Shrew                | Петруччо                                       |
| 1956      | тф  | Человек и сверхчеловек                                | Man and Superman                       | Джон Таннер                                    |
| 1957      | тф  | Двенадцатая ночь                                      | Twelfth Night                          | Мальволио                                      |
| 1958      | тф  | В случае убийства набирайте «М»                       | Dial M for Murder                      | Тони Вендис                                    |
| 1958      | тф  | Рождественная ёлка                                    | The Christmas Tree                     | рассказчик                                     |
| 1953—1962 | с   | Театр Дженерал Электрик                               | General Electric Theater               | Цезарь                                         |
| 1959—1960 | с   | Время старта                                          | Startime                               | Эндрю Крокер-Харрис                            |
| 1960      | тф  | Буря                                                  | The Tempest                            | Просперо                                       |
| 1951—1960 | с   | Шоу Стива Аллена                                      | The Steve Allen Show                   | Британский генерал                             |
| 1960      | тф  | Макбет                                                | Macbeth                                | Макбет                                         |
| 1953—1963 | с   | Стальной час Соединённых Штатов                       | The United States Steel Hour           | Капитан Джордж Кингстон                        |
| 1963—1967 | с   | Боб Хоуп представляет                                 | Bob Hope Presents the Chrysler Theatre | Абеляр                                         |
| 1965      | кор | Входит Гамлет                                         | Enter Hamlet                           | Гамлет (голос)                                 |
| 1965      | ф   | Властелин войны                                       | The War Lord                           | священник                                      |
| 1964—1968 | с   | Агенты А.Н.К.Л.                                       | The Man from U.N.C.L.E.                | Сэр Норман Свикерт                             |
| 1966—1968 | с   | Бэтмен                                                | Batman                                 | Загадочник                                     |
| 1964—1970 | с   | Дэниэл Бун                                            | Daniel Boone                           | Бомарше                                        |
| 1967      | ф   | Предатели в Сан Анхель                                | Traitors of San Angel                  | Джеймс Киф                                     |
| 1967      | ф   | Бубновый валет                                        | Jack of Diamonds                       | Николай Водкин                                 |
| 1965—1968 | с   | Я шпион                                               | I Spy                                  | Джахбад                                        |
| 1967      | тф  | Святая Жанна                                          | Saint Joan                             | Епископ Кошон                                  |
| 1968      | ф   | Планета обезьян                                       | Planet of the Apes                     | Доктор Зайус                                   |
| 1966—1968 | с   | Тарзан                                                | Tarzan                                 | Генерал Бертрам                                |
| 1968      | ф   | Ребёнок Розмари                                       | Rosemary's Baby                        | Хатч                                           |
| 1965—1974 | с   | ФБР                                                   | The F.B.I.                             | Виктор Толлер                                  |
| 1968—1971 | с   | Наименование игры                                     | The Name of the Game                   | Гарольд Уайлер                                 |
| 1969      | ф   | Похитители тел                                        | The Body Stealers                      | Доктор Мэтьюс                                  |
| 1969—1976 | с   | Медицинский центр                                     | Medical Center                         | Доктор Излер                                   |
| 1965—1969 | с   | Большая долина                                        | The Big Valley                         | Эдвард Хьюитт                                  |
| 1951—2016 | с   | Шоу Рэда Скелтона                                     | The Red Skelton Show                   | Полицейский Аляски, профессор Уайтклифф, камео |
| 1968—1973 | с   | Отряд «стиляги»                                       | The Mod Squad                          | Адмирал Натаниэль Джонсон                      |
| 1970      | ф   | Под планетой обезьян                                  | Beneath the Planet of the Apes         | Доктор Зайус                                   |
| 1970      | тф  | Братство колокола                                     | The Brotherhood of the Bell            | Гарри Мастерс                                  |
| 1964—1972 | с   | Моя жена меня приворожила                             | Bewitched                              | Морис                                          |
| 1972—1973 | с   | Поиск                                                 | Search                                 | Роджер Уайт                                    |
| 1973      | ф   | Ужас в музее восковых фигур                           | Terror in the Wax Museum               | Инспектор Дэниэлс                              |
| 1973      | тф  | Человек на шесть миллионов долларов: похищение золота | The Six Million Dollar Man             | Председатель правления                         |
| 1972—1974 | с   | Сёстры Снуп                                           | The Snoop Sisters                      | Судья                                          |
| 1974      | тф  | Кентервильское привидение                             | The Canterville Ghost                  | Лорд Кентервиль                                |
| 1975      | с   | Карибе                                                | Caribe                                 | Доктор Грант                                   |
| 1971—2003 | с   | Коломбо                                               | Columbo                                | Рэймонд                                        |
| 1972—1977 | с   | Улицы Сан-Франциско                                   | The Streets of San Francisco           | Леопольд Саммерс                               |
| 1977—1984 | с   | Остров фантазий                                       | Fantasy Island                         | дворецкий Хелмсли                              |
| 1979      | ф   | Придурок                                              | The Jerk                               | Хобарт                                         |
| 1980—1981 | с   | Хаген                                                 | Hagen                                  | не указана                                     |
| 1977—1987 | с   | Лодка любви                                           | The Love Boat                          | Холлистер Дейл                                 |
| 1980      | тф  | Девушка, золотые часы и всё остальное                 | The Girl, the Gold Watch & Everything  | Лерой Винтермор                                |
| 1983      | тф  | Карибская тайна                                       | A Caribbean Mystery                    | Джеффри Пэлгрейв                               |